# Louis Robert-Dehault
Pour les articles homonymes, voir Louis Robert, Robert, Dehault (homonymie) et Robert-Dehault.
Louis Robert-Dehault, né le 22 janvier 1821 à Droyes (Haute-Marne) et mort le 6 juin 1881 à Essonnes (Seine-et-Oise), est un homme politique français.

## Biographie
Louis Robert-Dehault, né Robert Louis Remi Nicolas le 22 janvier 1821 à Droyes (Haute-Marne) et mort le 6 juin 1881 à Essonnes (Seine-et-Oise).
Il est le fils de Edme Joseph Victor Robert et de Marie Christine Herbin (http://archives.haute-marne.fr/viewer/series/AD52_Edepot10028_01/?img=AD52_Edepot10028_01_0046.jpg) marié le 20 avril 1858 à Saint-Dizier (Haute-Marne) en secondes noces avec DEHAULT Henriette Eloïse (http://archives.haute-marne.fr/viewer/series/AD52_Edepot_stdizierE01622_01/?img=AD52_Edepot_stdizierE01622-01626_01_0045.jpg).
Secrétaire général de la préfecture d'Ajaccio de 1846 à 1848, il devient docteur en droit en 1849 et maître de forges à Saint-Dizier peu de temps après. Juge puis président du tribunal de commerce de Wassy en 1868. Il est nommé maire de Saint-Dizier le 20 août 1870. Il est élu conseiller général du canton de Saint-Dizier en 1871, mais échoue aux élections législatives. Il est sénateur de la Haute-Marne de 1876 à 1881, et siège à gauche.

## Sources
- « Louis Robert-Dehault », dans Adolphe Robert et Gaston Cougny, Dictionnaire des parlementaires français, Edgar Bourloton, 1889-1891 [détail de l’édition]